# فردریک دلیوس

فردریک دلیوس در ۴۵ سالگی، عکس از سال ۱۹۰۷.

فردریک تئودور آلبرت دلیوس (به انگلیسی: Frederick Delius) (۲۹ ژانویه ۱۸۶۲–۱۰ ژوئن ۱۹۳۴) آهنگساز آلمانی‌تبار انگلیسی بود.
آثار اولیه او تحت تأثیر ادوارد گریگ است. اما در آثار بعدی سبک بسیار شخصی ملودیک و هارمونیک را به شنونده ارائه می‌داد. بیشتر آثار او نوعی زیبایی رنجشی را به تصویر می‌کشاند. آثار او شامل یک رومئو و ژولیت روستایی، مَس زندگی، کنسرتو برای ویولن و ویولن سل، شب تابستانی بر روی رودخانه، بازار مکارهٔ بریگ، شنیدن صدای اولین فاخته در بهار می‌باشد. او در اواخر زندگی کور و فلج گردید. از این‌رو آهنگسازی‌های او با کمک اریک فنبی (زاده ۱۹۰۶) نوشته می‌شد. سر توماس بیچهم رهبر انگلیسی (۱۹۶۱–۱۸۷۹) موسیقی دلیوس را به انگلستان معرفی نمود.